# Moszczanka (Opole)
Pour les articles homonymes, voir Moszczanka.
Moszczanka est une localité polonaise de la voïvodie d'Opole et du powiat de Prudnik.

## Histoire
De 1743 à 1945, Langenbrück fait partie de l'arrondissement de Neustadt-en-Haute-Silésie dans la district d'Oppeln au sein de la province de Silésie.